# Trần Đức Quận
Trần Đức Quận (sinh ngày 1 tháng 1 năm 1967) là chính trị gia người Việt Nam. Ông nguyên là Ủy viên Ban Chấp hành Trung ương Đảng Cộng sản Việt Nam khóa XIII, nguyên Bí thư Tỉnh ủy, nguyên Chủ tịch Hội đồng nhân dân tỉnh Lâm Đồng.
Ngày 24 tháng 1 năm 2024, ông bị Cơ quan điều tra Bộ Công an ra quyết định khởi tố bị can, thực hiện lệnh bắt tạm giam để điều tra những sai phạm liên quan siêu dự án Khu đô thị Thương mại nghỉ dưỡng sinh thái Đại Ninh (tại huyện Đức Trọng, tỉnh Lâm Đồng, còn gọi là khu đô thị Nam Đà Lạt)).

## Tiểu sử
Trần Đức Quận sinh ngày 1 tháng 1 năm 1967, người dân tộc Kinh, quê quán ở xã Hòa Phong, huyện Hòa Vang, thành phố Đà Nẵng.
Trần Đức Quận là thạc sĩ luật, cử nhân lý luận chính trị.
Năm 2004 ông là bí thư huyện ủy Huyện Đạ Huoai, tỉnh Lâm đồng.
Năm 2009,ông Trần Đức Quận là Phó Chủ nhiệm Thường trực Ủy ban Kiểm tra Tỉnh ủy Lâm Đồng nhiệm kì 2010-2015.
Tháng 12 năm 2010,ông Trần Đức Quận là Trưởng ban Tuyên giáo Tỉnh ủy Lâm Đồng nhiệm kì 2010-2015.
Năm 2013,ông Trần Đức Quận là Ủy viên Ban thường vụ Tỉnh ủy Lâm Đồng, Bí thư Thành ủy thành phố Đà Lạt, tỉnh Lâm Đồng.
Ngày 15 tháng 9 năm 2015, Trần Đức Quận được điều động về Tỉnh ủy Lâm Đồng giữ chức vụ phó bí thư tỉnh ủy nhiệm kỳ IX (2010-2015), thay thế ông làm Bí thư Thành ủy Đà Lạt là bà Huỳnh Thị Thanh Xuân, sinh năm 1967, con gái Huỳnh Minh Nhật, nguyên Phó Bí thư thường trực tỉnh ủy Lâm Đồng.
Ngày 16 tháng 10 năm 2015, tại Đại hội Đại biểu Đảng bộ Đảng Cộng sản Việt Nam ở tỉnh Lâm Đồng lần thứ 10 nhiệm kì 2015-2020, ông Trần Đức Quận được Ban thường vụ Tỉnh ủy Lâm Đồng khóa 10 tiếp tục bầu giữ chức vụ Phó Bí thư Tỉnh ủy Lâm Đồng khóa 10 nhiệm kì 2015-2020.
Ngày 2 tháng 7 năm 2016, tại phiên họp thứ nhất Hội đồng nhân dân tỉnh Lâm Đồng, ông Trần Đức Quận đã trúng cử chức vụ Chủ tịch Hội đồng nhân dân tỉnh Lâm Đồng khóa 9 nhiệm kì 2016-2021 với tỉ lệ phiếu thuận 100%. Lúc này, trong Đảng Cộng sản Việt Nam, Trần Đức Quận là Phó Bí thư thường trực Tỉnh ủy Lâm Đồng.
Ngày 15 tháng 10 năm 2020, tại Hội nghị lần thứ nhất Ban Chấp hành Đảng bộ tỉnh Lâm Đồng khóa XI, ông Trần Đức Quận được bầu giữ chức vụ Bí thư Tỉnh ủy khóa XI nhiệm kỳ 2020-2025.